# Oscar le Pin
Oscar le Pin (San Pietroburgo, 23 giugno 1838 – Ginevra, 16 novembre 1912) è stato uno scrittore svizzero, candidato al Premio Nobel per la letteratura del 1901.
Fu nominato dal professore di estetica e letteratura francese a San Pietroburgo P. L. Bonnaviat per la sua opera teatrale La recherche de l'idéal, oeuvre dramatique ("La ricerca dell'ideale, opera drammatica").
Nel 1876 sposò a Nizza Marie Anne Adriane Caroline Wilhelmine D'Einbrodt, dalla quale ebbe cinque figli. Successivamente, nel 1884, si risposò a San Pietroburgo con Caroline Thury, dalla quale ebbe altri quattro figli.
Tra il 1910 e il 1911 divenne membro della Società ginevrina di Geografia.

## Opere
- La recherche de l'idéal: oeuvre dramatique en 4 actes, un prologue et 6 tableaux,  Imprimerie W. Kündig & Fils, Genève, 1900 OCLC: 433984348[8]
- Apollo Schunster: ein Charakterbild: Lustspiel in 5 Aufzügen und 6 Bildern, A. Schönfeld, Dresden, 1900 OCLC: 1082431724[9].